# ジャッカル (駆逐艦・2代)
ジャッカル (HMS Jackal, F22/G22) は、イギリス海軍の駆逐艦。J級。艦名は、哺乳綱食肉目イヌ科イヌ属に属する動物ジャッカルに由来し、イギリス海軍において同名の艦としては8代目にあたる。

## 艦歴
「ジャッカル」は1936年度建造計画に基づき、1937年3月25日にスコットランド・クライドバンクのジョン・ブラウン・アンド・カンパニーへ発注され、同年9月24日起工。1938年10月25日進水し1939年4月13日に就役した。就役後は、J級駆逐艦で編成された本国艦隊第7駆逐艦戦隊（7th Destroyer Flotilla）で活動する。

### 第二次世界大戦
1939年9月1日に第二次世界大戦が開戦すると、「ジャッカル」ら第7駆逐艦戦隊はハンバーを拠点とするハンバー部隊（Humber force）に加えられ、北海周辺で戦時活動に従事する。
「ジャッカル」らの任務には、北海、英仏海峡、ウェスタンアプローチでの対潜哨戒や船団護衛が含まれていた。9月6日、「ジャッカル」、「ジェーナス」と「ジュノー」は、帰国するベルリンのイギリス大使館職員を乗せたノルウェーの汽船「バタヴィア」をロッテルダムから北海を渡ってテムズ河口のタン灯台船まで護衛した。10月14日に「ジャッカル」はオークニー諸島のカークウォールで「ジェーナス」と衝突事故を起こし大きな損傷を負った。そのため、翌月までスカパ・フローで修理を行った。
修理後、「ジャッカル」は1940年2月まで北海で対潜哨戒や船団護衛に従事したが、2月28日、「ジャッカル」はスウェーデンの商船「ストルフォルス」と衝突事故を起こした。この事故で「ストルフォルス」は沈没し、「ジャッカル」も大破する。「ジャッカル」は1940年4月までノーサンバーランド州のブライス造船社で修理を受けた。

### ノルウェー
修理が完了した「ジャッカル」は、4月18日にスカパ・フローで戦隊に復帰した。それからノルウェーの戦いで連合国軍の支援に充てられ、兵員輸送船の護衛や沿岸砲撃を行う。
4月20日から21日、「ジャッカル」はアバディーンからオンダルスネスまで兵員輸送船団を護衛。輸送船「セダーバンク」が道中で撃沈されたが、残る輸送船2隻を連れてロンバクス・フィヨルドに到着した（シックル作戦）。
4月29日、「ジャッカル」は「ジャヴェリン」と共に、 ノルウェー国王ホーコン7世ら王室・政府関係者や金準備約800箱を乗せてトロムソへ向かう軽巡洋艦「グラスゴー」を護衛した。5月中旬に2隻はモーへの上陸作戦を支援し、敵機の空襲に晒されながらも輸送船の護衛や軽巡洋艦「エンタープライズ」と共同で支援砲撃を行った。

### 本国近海
その後「ジャッカル」はノア管区へ移されることになり、ノルウェーの作戦で損傷したスループ「ペリカン」を護衛しつつ帰国した。5月16日にハリッジでノア管区の隷下に入り、船団護衛と哨戒に従事した。 
5月19日、「ジャッカル」は「ジャヴェリン」、「ジャガー」、スループ「パフィン」と共に掃海トローラーによるイギリス本土・スカンジナビア半島間の海底電話線切断（キホーテ作戦）を援護。5月25日にはイースト・アングリア沖でUボート「U-9」に対潜攻撃を行うが不成功に終わった。この頃、「ジャッカル」のペナントナンバーがG22に変更された。

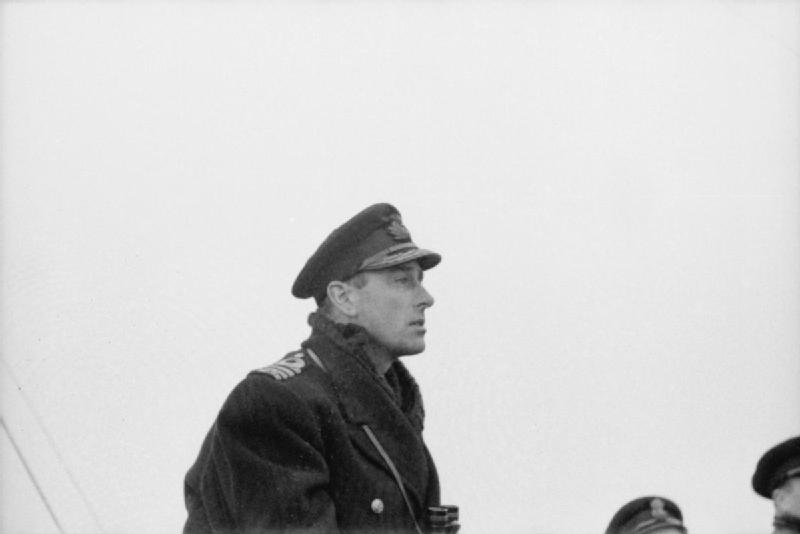
「ジャッカル」艦橋における第5駆逐艦戦隊司令ルイス・マウントバッテン大佐。

6月1日、本国近海で活動していたJ級・K級駆逐艦は「ジャッカル」、「ジャヴェリン」、「ケルヴィン」の3隻だけになっていたため、第7駆逐艦戦隊は解隊されルイス・マウントバッテン大佐指揮下の第5駆逐艦戦隊（5th Destroyer Flotilla）に移籍した。引き続き3隻は本国近海で哨戒、護衛、演習に従事した。
7月4日、「ジャッカル」と「ジャガー」はイギリス東部沿岸部へ防御用機雷原を敷設する特設機雷敷設艦「テヴィオット・バンク」を護衛（BS21作戦）。さらに9月11日、駆逐艦「ヴァーサタイル」、「ヴィミィ」、「エレクトラ」と共に、北方機雷礁の敷設活動に従事する特設機雷敷設艦「サザン・プリンス」、「ポート・ネイピア」、「メネステウス」、「ポート・ケベック」を護衛した（SN41作戦）。
10月11日、「ジャッカル」は戦艦「リヴェンジ」、駆逐艦「ジャヴェリン」、「ジャガー」、「ジュピター」、「ケルヴィン」、「キプリング」、「カシミール」と共にシェルブール港を砲撃した（ミーディアム作戦）。11月29日、「ジャッカル」は僚艦「ジャヴェリン」、「ジュピター」、「ジャージー」、「カシミール」と共に、イギリスの船舶攻撃を目的にブレストから海峡へ向かっているドイツ海軍駆逐艦を迎撃するためプリマスを出撃。ランズ・エンドとスタート・ポイント間に哨戒線を引いた。ドイツ海軍駆逐艦が輸送船2隻を沈めた後、双方が夜戦に突入した。この交戦で旗艦「ジャヴェリン」はドイツ駆逐艦が発射した魚雷2本を受けて酷く損傷し、艦首と艦尾両方を失った。「ジャッカル」は「ジャヴェリン」から負傷者を移乗させてプリマスに帰還した。
ハンバーでの入渠後、1941年1月に任務に復帰した「ジャッカル」は輸送船団WS5Bと一連の機雷敷設作戦で護衛を務めた。後者には、駆逐艦「イカルス」、「イントレピッド」、「インパルシヴ」によるブレスト沖への機雷敷設（GS作戦及びGX作戦）、イル＝ド＝バ沖への機雷敷設（GU作戦）、そして敷設巡洋艦「アブディール」によるブレスト周辺への機雷敷設（GY作戦・同艦の機関不調により中止）が含まれた。

### 地中海

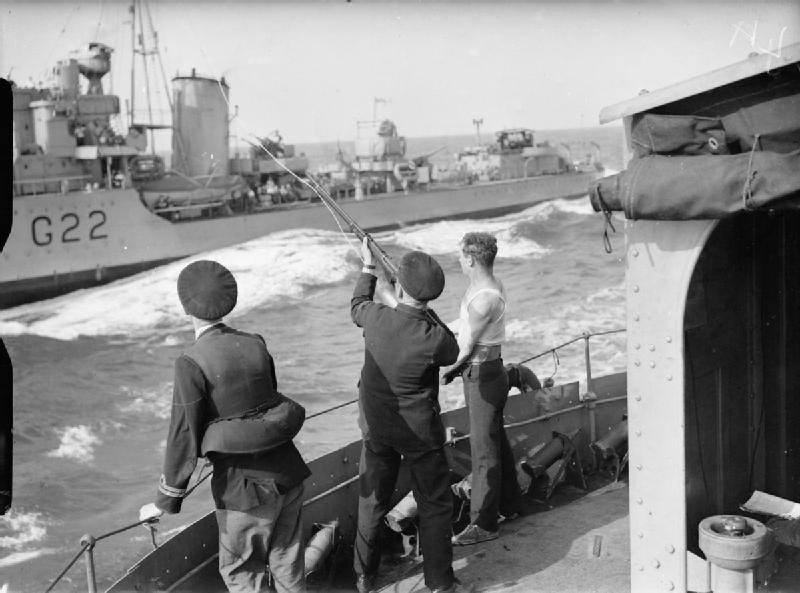
同航する「ジャッカル」に向け「ケルヴィン」乗員が索発射銃で通信袋用の索を渡そうとしているところ。「ジャッカル」のペナントナンバーがG22に変更されている。

1941年4月、「ジャッカル」は僚艦と共に地中海艦隊に移管されることとなり、「アブディール」、軽巡洋艦「ダイドー」、駆逐艦「ケリー」、「ジャージー」、「カシミール」、「ケルヴィン」、「キプリング」はジブラルタルでS部隊（Force S）を編成するために合流し、地中海艦隊に加わった（セイリエント作戦）。「ジャッカル」ら駆逐艦は4月28日にマルタへ到着し、北アフリカへ向かう敵船団攻撃のためK部隊（Force K）を形成した。
5月1日に軽巡洋艦「グロスター」や駆逐艦と共に敵船団の攻撃に向かうが、船団は捕捉できずに終わった。5月2日、戦隊がマルタへ入港中に「ジャージー」が触雷沈没し艦体が港口を塞いでしまったため、先に入港していた「ジャッカル」、「ケリー」、「ケルヴィン」以外の艦は入港することができずマルタを離れてジブラルタルへ向った。その後「ジャージー」の艦体の一部が除去され「ケリー」ら3隻も出航できたため、再度合流の上でMD4作戦に参加した。これは地中海で複数の船団を運航するというものであり、軽巡洋艦「エイジャックス」、「ダイドー」、「オライオン」、「パース」と共に戦車を積載しエジプトへ向かう船団を護衛した（タイガー作戦） 。
5月10日、「ジャッカル」と「ケリー」、「ケルヴィン」、「カシミール」はベンガジ砲撃を行った。5月11日、「ジャッカル」は空襲を受けて20ヤード (18 m)の距離に至近弾となったが、不発だった。
5月20日、ドイツ軍はクレタ島へ降下猟兵による降下作戦を開始し、翌日「ジャッカル」ら戦隊は海から上陸を試みるドイツ軍を迎撃するため同海域へ出航した。 5月23日、「ジャッカル」、「ケリー」、「ケルヴィン」、「カシミール」、「キプリング」はドイツ軍の上陸部隊に対する捜索と攻撃に出動したが、ドイツ空軍の急降下爆撃機による攻撃を受け、「ケリー」と「カシミール」は沈没してしまった。「ジャッカル」は5月28日と31日にイラクリオン及びスファキアから兵員を撤退させた。最終的に、クレタ島の連合軍は7月1日に降伏した。「ケリー」らの喪失により第5駆逐艦戦隊は解隊され、「ジャッカル」と「キプリング」は第7駆逐艦戦隊へ移籍した。
次いで「ジャッカル」は、ヴィシー政権が支配するシリアとレバノンへの侵攻であるエクスポーター作戦を支援するため派遣された。6月9日、「ジャッカル」と「ジェーナス」は、オーストラリア軍地上部隊を砲撃したフランス海軍大型駆逐艦「ヴァルミ」及び「ゲパール」を迎撃する。しかし「ジャッカル」、「ジェーナス」両艦はフランス艦からの砲弾を受けた。「ジャッカル」には死傷者が出ず損傷も軽微だったものの、「ジェーナス」の方は大きな被害を受け、フランス艦は逃走した。7月4日、「ジャッカル」は軽巡洋艦「ナイアド」、「エイジャックス」らとベイルート砲撃に参加した。
7月22日、ジブラルタルからマルタへの兵員輸送（サブスタンス作戦）の陽動として、「ジャッカル」らは戦艦「クイーン・エリザベス」、「ヴァリアント」らを護衛して、地中海東部の敵船舶捜索に従事した（MD5作戦）。
8月、イギリス海軍は包囲下にあるトブルクのオーストラリア軍と英印軍を置き換える新たな部隊を投入する任務を与えられ、その作戦は月のない夜に駆逐艦と高速機雷敷設艦によって実行された。「ジャッカル」、「カンダハー」、「グリフィン」が作戦中だった8月21日の夜、上空援護を行っていた南アフリカ空軍第2飛行隊のカーチス・トマホークと同第1飛行隊のホーカー・ハリケーンがドイツ空軍のメッサーシュミットBf110による攻撃を受けた。空戦の結果、双方各1機を失ったが、撃墜されたトマホークのパイロットは駆逐艦に救助された。
9月、「ジャッカル」はマルタへの新たな輸送作戦 ハルバード作戦の陽動とキプロス島への兵員輸送船団の援護を兼ねた艦隊行動に加わる。
11月25日、「ジャッカル」はイタリアの船団攻撃に向かう戦艦「クイーン・エリザベス」、「ヴァリアント」、「バーラム」らを護衛した。ドイツ海軍の潜水艦「U-331」が「バーラム」を雷撃して沈没させた際、「ジャッカル」は生存者の救助に協力し、「U-331」への攻撃を試みたが失敗に終わった。
12 月1日、「ジャッカル」と僚艦「ジャーヴィス」、「ジャガー」、「キプリング」はリビアのデルナ沖にいると報告されたイタリア海軍駆逐艦3隻を迎撃するよう命令された。結局「ジャッカル」らはイタリア艦を発見できず、イタリア空軍のサヴォイア・マルケッティSM.79雷撃機3機による攻撃を受けた。「ジャッカル」は魚雷が艦尾に直撃し、ステアリングギアが破損、舵も動かなくなる大きな損害を受けた。雷撃機のうち2機は駆逐艦からの対空砲火で損傷し、うち1機は不時着を余儀なくされた。損傷した「ジャッカル」は翌1942年4月までアレクサンドリアで修理を受けた。その間、「ジャッカル」は第14駆逐艦戦隊（14th Destroyer Flotilla）に移籍した。

### 最期
1942年5月10日、第14駆逐艦戦隊の「ジャッカル」、「ジャーヴィス」、「キプリング」、「ライヴリー」からなる部隊は、イタリア本土からベンガジに向かう輸送船団を攻撃するためアレクサンドリアを出撃した（MG2作戦）。この頃、周辺における連合軍の上空援護は不十分であったため、旗艦「ジャーヴィス」座乗の艦長兼戦隊司令（Captain (D)）アルバート・ポーランド大佐は、部隊が敵機に発見された場合は直ちに作戦を中止して撤退することにした。
5月11日午後、部隊はドイツ空軍の偵察機によって発見され、奇襲効果が失われたため攻撃を放棄して反転した。しかしその後ドイツ空軍の空襲が始まった。16時31分頃、第一波であるクレタ島のイラクリオンから飛来した第1教導飛行隊（I/LG 1）のユンカースJu 88  8機が現れ、「ライヴリー」に3発の直撃弾を与え沈めた。続いてギリシャ本土のエレウシスから来た9機のJu 88と4機のハインケルHe 111によるII/LG 1の第2波が、18時09分から18時33分の間に攻撃をかけてきたものの被害はなかった。
逃走を続ける3隻に攻撃は続き、マルサ・マトルーフ北方60海里 (110 km)地点で「ジャッカル」も直撃弾1発と至近弾2発を受け大破した。「ジャッカル」に命中した爆弾は、第2ボイラー室とボイラー本体を貫通して艦底の竜骨直下で爆発。艦体が爆発で持ち上げられ折れそうになった。第1・第2ボイラー室と機関室に大量の浸水が発生し、全電源を喪失。傾斜し、火災を起こしたまま航行不能となった。「ジャッカル」は「ジャーヴィス」によって曳航されたが、曳航される風で火災が煽られたため第2弾薬庫に注水する必要があった。注水により傾斜は軽減されたものの、乾舷が減少した。
I/LG 1所属の10機のJu 88からなる第3波は20時頃に攻撃をかけてきた。今度は「キプリング」がこの攻撃によって被弾し、約10分で沈没した。「ジャーヴィス」は「キプリング」の生存者を救助した後、引き続き「ジャッカル」を曳航した。2隻は撤退を続けたが、5月12日の朝に事態はさらに悪化する。「ジャッカル」の大規模な火災は鎮火できないまま魚雷が誘爆する危険が迫っており、さらに艦首が浸水により沈みはじめ、艦体が右舷に6度傾斜した。この事態を受けて「ジャッカル」を救う望みはないと判断され、ついに放棄が決まった。
5月12日午前4時45分、艦長クリストファー・ジェリコー中佐以下生存者が退艦後、「ジャッカル」は「ジャーヴィス」の魚雷により北緯32度28分 東経26度20分 / 北緯32.467度 東経26.333度の地点で処分された。「ジャッカル」の将兵9名が戦死し、駆逐艦3隻では合計77名が戦死した。部隊で唯一生き残った「ジャーヴィス」は、3隻の生存者約650名を乗せて同日アレクサンドリアに帰還した。有力な上空援護を受けられない状況で3隻の駆逐艦を一挙に喪失した衝撃は大きく、第14駆逐艦戦隊は5月の残りの期間作戦行動を中断することとなった。

## 栄典
「ジャッカル」は生涯で6個の戦闘名誉章（Battle honours）を受章した。
- Atlantic 1939-41、Norway 1940、English Channel 1940、Crete 1941、Mediterranean 1941、Libya 1940-41